# Battle Beast (gruppo musicale)
I Battle Beast sono un gruppo power metal finlandese, fondato nel 2008.

## Storia del gruppo

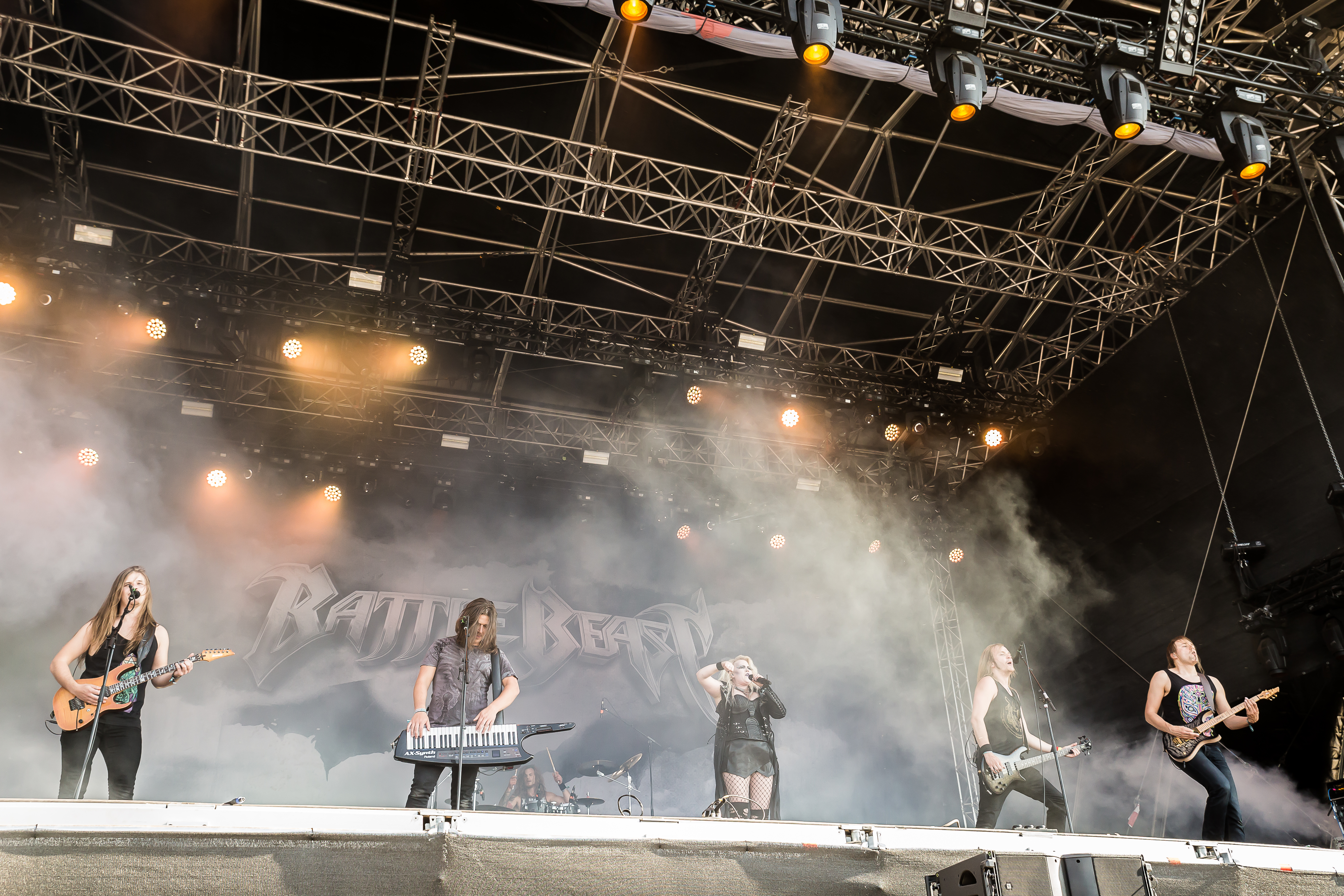
I Battle Beast al Rockharz Open Air 2018

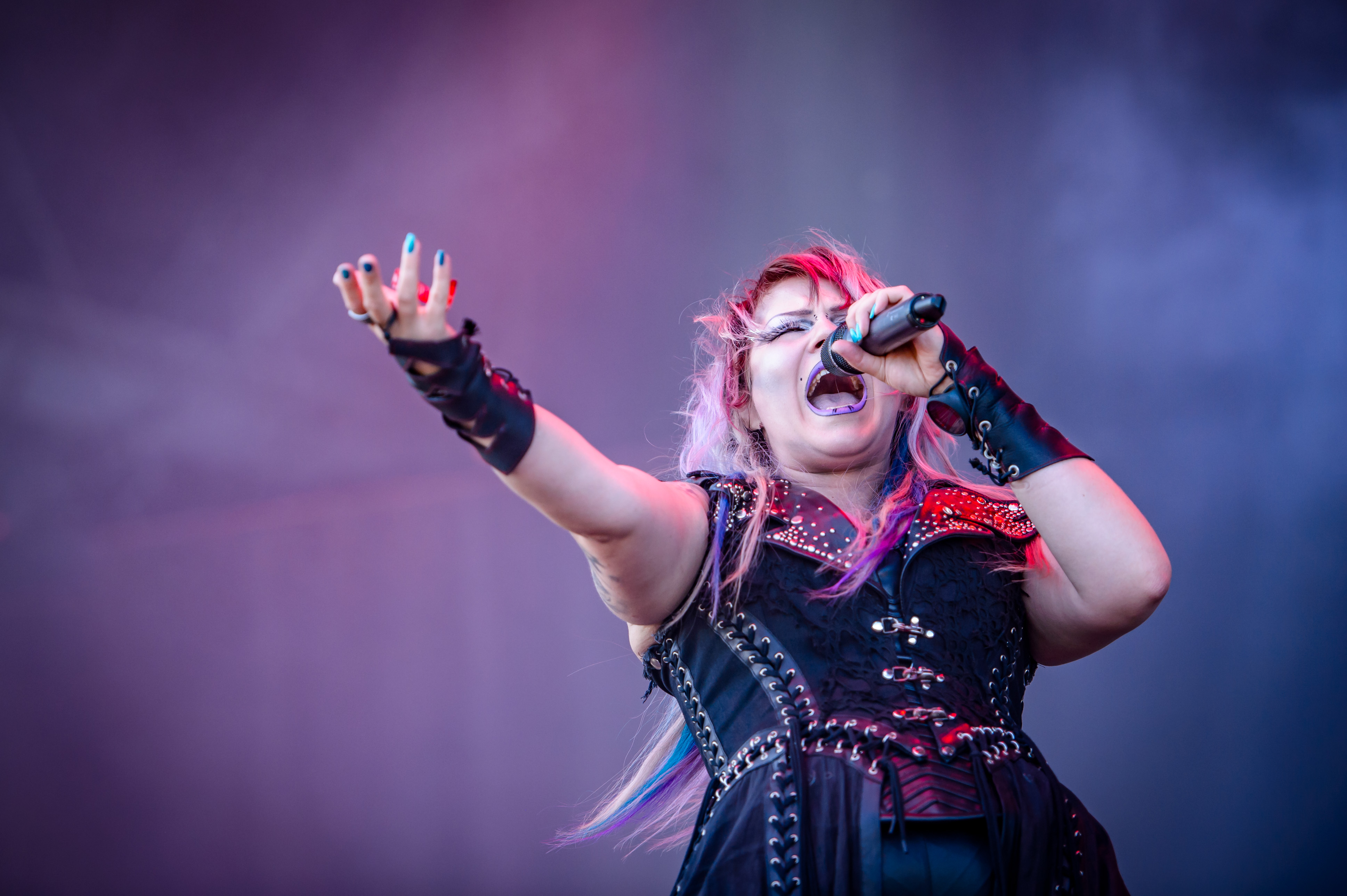
Noora Louhimo al Summer Breeze Open Air 2017

Prima di riuscire a firmare un contratto, il gruppo vinse l'edizione 2008 del "Wacken:Open:Air Metal Battle" e l'edizione 2008 della Radio Rock Starba competition; grazie alla vittoria di queste due competizioni, il gruppo attirò l'attenzione della Nuclear Blast Records, con cui il gruppo firmò un contratto discografico.

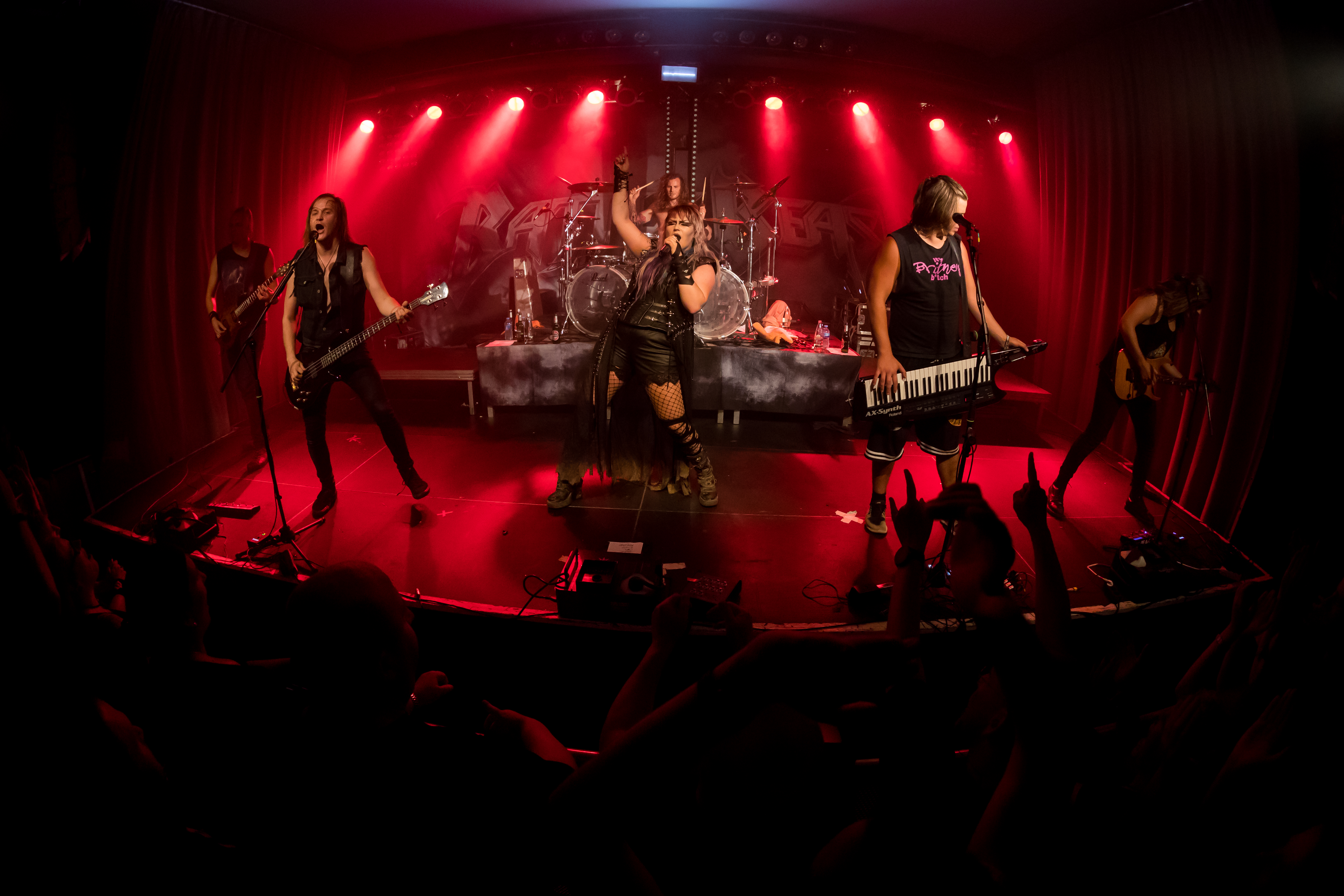
I Battle Beast al MS Connexion Mannheim 2017

L'11 aprile 2011, il gruppo pubblicò l'album di debutto Steel, che raggiunse la 7ª posizione della classifica finlandese. Dall'album vennero estratti due singoli: "Show me How to Die" e "Enter the Metal World". Alla fine del 2011, l'album venne ripubblicato con l'aggiunta della traccia bonus "Stay Back".
Nell'autunno 2012, dopo aver intrapreso un tour con i Nightwish, Nitte Valo annunciò la sua uscita dal gruppo; il suo posto alla voce venne preso da Noora Louhimo. Dopo il cambio di vocalist, il gruppo partì in un tour europeo in supporto ai Sonata Arctica.
Al termine del tour, il gruppo tornò in studio per registrare il secondo album in studio. Sciolto il contratto con la Hype Productions, il gruppo firmò per la Warner Music per distribuzione sul mercato nazionale, lasciando la distribuzione internazionale alla Nuclear Blast.
Il 26 aprile 2013 venne pubblicato il singolo "Into the Heart of Danger", il primo singolo del gruppo con Noora Louhimo alla voce. Il 17 maggio successivo venne pubblicato Battle Beast, il secondo album in studio del gruppo.
Nel gennaio 2014, il gruppo è stato nominato per la categoria "Best Metal Album" degli Emma gaala, l'equivalente finlandese dei Grammy Award.
Il 23 ottobre 2014 viene annunciato che il gruppo aveva terminato il terzo album in studio, intitolato Unhioly Savior, pubblicato il 9 gennaio 2015 in Europa, il 12 gennaio nel Regno Unito e 13 gennaio negli Stati Uniti, con l'etichetta Nuclear Blast. Nel febbraio 2015 Anton Kabanen lascia il gruppo a causa di divergenze artistiche e viene sostituito da Joona Björkroth.
Il 26 novembre 2016 il gruppo annuncia la pubblicazione di Bringer of Pain, fissata al 17 febbraio 2017. La pubblicazione dell'album verrà anticipata dal singolo King for a Day.

## Formazione

### Formazione attuale
- Noora Louhimo - voce (2012–presente)
- Juuso Soinio – chitarra (2008–presente)
- Joona Björkroth – chitarra (2015-presente)
- Eero Sipilä – basso, cori (2008–presente)
- Pyry Vikki – batteria (2008–presente)
- Janne Björkroth – tastiere, cori (2008–presente)

### Ex componenti
- Nitte Valo – voce (2008–2012)
- Anton Kabanen – chitarra, cori (2008–2015)

## Discografia
Album in studio
- 2011 - Steel
- 2013 - Battle Beast
- 2015 - Unholy Savior
- 2017 - Bringer of Pain
- 2019 - No More Hollywood Endings
- 2022 - Circus of Doom

Singoli
- 2011 – Show Me How to Die
- 2011 – Enter the Metal World
- 2013 – Into the Heart of Danger
- 2013 – Black Ninja
- 2014 – Touch in the Night
- 2014 – Madness
- 2016 – King for a Day
- 2017 – Familiar Hell
- 2017 – Bringer of Pain
- 2019 – No More Hollywood Endings
- 2019 – Eden
- 2019 – Endless Summer
- 2019 – The Golden Horde
- 2021 – Master of Illusion
- 2021 – Eye of the Storm
- 2022 – Where Angels Fear to Fly
- 2022 – Wings Of Light